# Ağaver, Iğdır
Çavuşbahçe là một xã thuộc thành phố Iğdır, tỉnh Iğdır, Thổ Nhĩ Kỳ.